# 4191 Assesse
4191 Assesse este un asteroid din centura principală, descoperit pe 22 mai 1980 de Henri Debehogne.